# Gymnadenia rubra
Gymnadenia rubra är en orkidéart som beskrevs av Richard von Wettstein.
Gymnadenia rubra ingår i släktet brudsporrar och familjen orkidéer. Inga underarter finns listade i Catalogue of Life.

## Bildgalleri

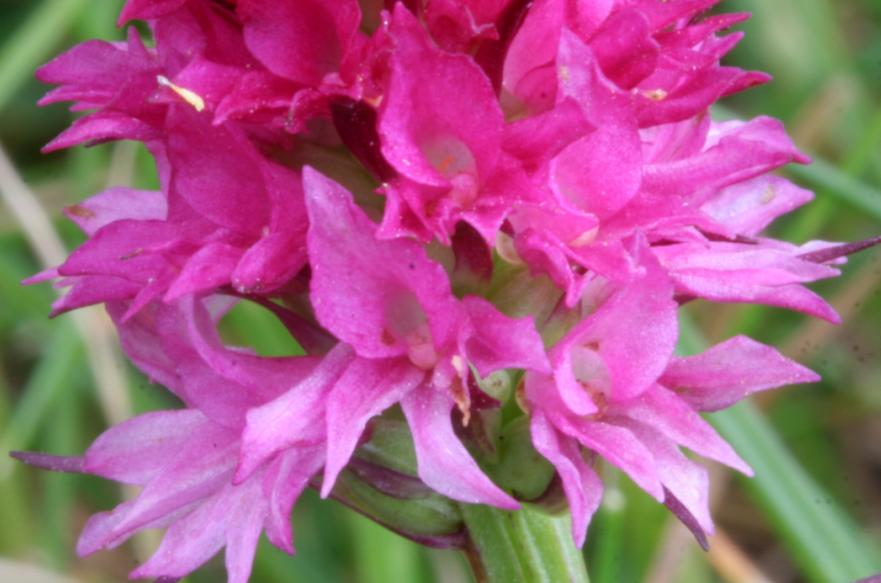